# ジョージ・モロー
ジョージ・モロー（George Morrow、1934年1月30日 - 2003年5月7日）は、アメリカ合衆国の初期のマイクロコンピュータ産業の一翼を担った人物である。モローは、初期のマイクロコンピュータの多くで使用されていたS-100バスの普及と改良を行った。『ホールアース・ソフトウェア・カタログ』でリチャード・ダルトンが「マイクロコンピュータ業界のイコノクラスト（因襲打破主義者）の一人」と評している。モローは、ホームブリュー・コンピュータ・クラブのメンバーでもある。

## 若年期と教育
1934年にデトロイトで生まれた。高校を中退したが、28歳の時に学校に戻ることを決め、スタンフォード大学で物理学の学士号、オクラホマ大学で数学の修士号を取得した。その後、カリフォルニア大学バークレー校で数学の博士号を取得したが、博士課程在学中にコンピュータに魅了され、同校のコンピュータラボでプログラマとして働くようになった。その間の1975年にはAltair 8800が発売され、モローはホームブリュー・コンピュータ・クラブの会合に出席するようになった。

## キャリア

### モローデザインズ社
1976年、カリフォルニア州バークレーにマイクロスタフ(Microstuf)という会社を設立し、ホビイスト向けのコンピュータの部品やアクセサリを設計・販売する事業を始めた。その後、シンカー・トイズ(Thinker Toys)に社名を変更した後、モローデザインズ(Morrow Designs)となった。彼が最初に設計した製品は、8進法で数値入力できるキーパッドを備えた8080ボードだったが、Altair 8800の2進数表記やスイッチ入力を好むホビイストには人気が出なかった。
この頃、S-100バスの規格の標準化に携わった。
その後、ビル・ゴッドバウト、チャック・グラント、マーク・グリーンバーグの協力を得て、ナショナルセミコンダクター PACEを使用した16ビットマシンの開発を試みた。グラントとグリーンバーグは意見の相違により退社し、彼らはノーススター・コンピューターズを設立した。モローデザインズ社はその後、4KBのS-100メモリボードを販売した後、1977年にハワード・フルマーと共に新しいコンピュータの開発に挑戦した。モローらが開発したEquinox 100は、魅力的なキャビネットに収められたパワフルなマシンだった、Z80が急速に普及していた時期にIntel 8080を使用していたため、注目を集めることができなかった。モローデザインズ社は、S-100マシン用のフロッピードライブの販売に転向した。パッケージ（これは非常に人気があった）には、8インチ外付けドライブ、コントローラボード、CP/M、CBASICが含まれていた。

### マイクロディシジョン
1982年、モローデザインズ社はマイクロディシジョン(Micro Decision, MD)の製品ラインを発表した。これは、コンピュータハードウェアの高価格化に対抗するために設計された、シングルボードZ80マシンの製品群である。シングルドライブの200kシステムは、ターミナルを装備して2000ドル以下で販売され、これにより、他のCP/Mシステムとの競争が激化した。他のCP/Mシステムは、「（ホビイストに訴えかけるような）性的魅力はない」(no sex appeal)が、広範なバンドルソフトウェアを備えた立派なビジネスマシンであり、IBM Displaywriter System 6580をライバルとして意識し、それと同様のデスクトップケースに入っていた。
マイクロディシジョン(MD)シリーズは、1982年後半にリリースされた。1つまたは2つの片面のフロッピードライブを備え、トラックあたり1024バイトのセクタを5つで、1ディスクに40トラックのディスク形式を使用し、非フォーマット状態で約200kBの容量があった。マイクロディシジョンのフロッピーコントローラ(FDC)は、一般的なWD 17xxシリーズのFDCではなく、IBM PCで見られるNEC u765 FDCをベースにしていた。コンソールI/OはLear-Siegler ADM-20ターミナルによって提供された。ADM-20はグラフィック表示に対応していたが、端末の電源を切らずにグラフィックモードから切り替えるための規定がなかったため、モローはこの機能を使用しなかった。その後、モローはLiberty 50端末を提供し、公式にグラフィックの使用に対応した。初期のマイクロディシジョンにはセントロニクスポートがなく、ターミナルとプリンタやモデムを接続するために2つのRS-232ポートのうちの1つを使用していた。ポートのボーレートを調整するためのディップスイッチは、カバーを外して操作する必要があった。また、2台の外付けフロッピードライブを取り付けるためのコネクタも用意されていた。日本で1982年後半に工人舎から発売されたマイクロディシジョンは、セントロニクスポートを装備し、320KBの5インチフロッピドライブ2基を搭載していた。
マイクロディシジョンは、プリント基板(PCB)の主要な改訂を2回、ケースの改訂を3回行った。バージョン2.0のPCBは1983年春に導入され、改良されたデータ分離回路がフロッピーコントローラに追加された。34ピンの外付けフロッピーポートはセントロニクスポートに変更され、3台目と4台目のフロッピードライブを追加するには、それらをケース内の内部チェーン上に配置する必要があった。初期のマイクロディシジョンの電源は、2台以上の内蔵フロッピードライブを動作させるには不十分だった。バージョン2.0のPCBには、着脱可能な電源コードを備えた、より充実した動力供給装置(PSU)が付属していた。いくつかのROMとCP/Mリビジョンもあったが、フロッピードライブ#4にアクセスできないというバグがあり、最終バージョンのROMリビジョンでようやく修正された。最終バージョンのROMリビジョン(v3.1)には、以前にディスク上で提供されていたいくつかのOS機能も組み込まれていた。バージョン2.0のPCBには、40ピンの拡張コネクタも含まれていた。Intel 8253タイマが追加され、RS-232ポートのボーレートをより柔軟に設定できるようになった。説明書上ではUARTシリアルコントローラチップは19kボーレートに対応しているとしていたが、シリアルポート回路の設計上の欠陥により、9600bps以上の速度で使用することができなかった。バージョン2.0のPCBが発表されたのと同時に、モロー社は400kのストレージ容量を持つ両面フロッピードライブを2つ搭載したMD-3の提供を開始した。
MDシリーズの最後のマシンは、メモリ128k、CP/M 3.0、オプションで10MBのハードディスクを搭載した大幅にグレードアップした「MD-11」だった。

### Morrow Pivot II
CP/Mプラットフォームは、より新しい (ただしCP/Mに非常に類似した) MS-DOS/PC DOSプラットフォームに急速に置き換わっていった。新しい16ビットのIntel 8086アーキテクチャは、CP/Mの64KB RAMの限界を打ち破り、最大1メガバイトのRAMを使用することを可能にした。マイクロソフトとIBMがユーザ志向のマーケティングを行ったのに対し、デジタルリサーチはそのようなマーケティングをしておらず、CP/Mの劣勢は覆せなかった。1985年、モローデザインズ社は初のIBM互換コンピュータとして、ランチボックス型のポータブルコンピュータ・Morrow Pivot IIを発表した。モローデザインズ社はゼニス・データ・システムズ社にライセンス供与し、Z-171として販売された。低価格でブランド名が目立つようになったことで、ゼニス社はアメリカ政府にコンピュータを販売するという非常に利益率の高い契約を獲得した。モローデザインズ社の社長がゼニス社に移籍し、モローデザインズ社は1986年に破産を申請した。

## 晩年
コンピュータ事業が破綻した後、モローは1920年代から1930年代のジャズやダンスのレコードを収集する趣味に残りの人生を捧げた。亡くなるまで、彼は何千枚ものレコードを、自分で開発したコンピュータシステムを使ってデジタル化して復元し、「オールドマスターズ」レーベルとして復刻した。2003年5月7日、再生不良性貧血のためカリフォルニア州サンマテオの自宅で死去した。